# Wait till I can dream
Singles de Tommy heavenly6
Hey my friend
(2004)
Wait till I can dream est le premier single de Tommy heavenly6 sorti le 16 juillet 2003 au Japon. Il atteint la 5e place du classement de l'Oricon et reste classé pendant 8 semaines. Wait till I can dream et Swear se trouvent sur l'album Tommy heavenly6; Wait till I can dream se trouve aussi sur la compilation Gothic Melting Ice Cream's Darkness "Nightmare".
Toutes les paroles sont écrites par Tommy heavenly6.
| 1. | Wait till I can dream |  |
| 2. | Swear                 |  |
| 3. | Melancholy Power ++   |  |

| 1. | Wait till I can dream (PV)              |  |
| 2. | Swear (PV)                              |  |
| 3. | Wait till I can dream (Karaoke Version) |  |
| 4. | Swear (Karaoke Version)                 |  |